# Un chariot dans l'Ouest
Un chariot dans l'Ouest est la huitième histoire de la série Les Tuniques bleues de Salvérius et Raoul Cauvin. Elle est publiée pour la première fois en 1970 du no 1689 au no 1706 du journal Spirou, puis en 1972 dans le premier album de la série.

## Résumé
Quelque part dans le sud-ouest des États-Unis, probablement au Nouveau-Mexique, la guerre entre les tribus amérindiennes et l'armée américaine fait rage. 
Une patrouille de la cavalerie des États-Unis, stationnée à Fort Bow, surprend un messager à cheval poursuivi par plusieurs guerriers comanches. Atteint par une flèche, le messager est sauvé de justesse par les soldats alliés, surnommés les "Tuniques bleues", et ramené vivant à Fort Bow. 
Correctement soigné, le messager explique au colonel Appeltown, commandant de Fort Bow, que le fort où il est affecté, Fort Defiance, est submergé par les raids amérindiens car il se trouve à la frontière. La garnison de Fort Defiance a besoin de renforts urgents. Le colonel Appeltown décide alors d'envoyer un chariot rempli de munitions. 
Un sergent du nom de Chesterfield, à la suite d'une violente dispute avec Amélie, la fille du général, est désigné d'office pour accomplir cette dangereuse mission. Accompagné de trois caporaux nommés Tripps, Blutch et Bryan, le sergent Chesterfield se dirige avec le chariot vers Fort Defiance, avec pour objectif de traverser les lignes ennemies.

## Personnages
- Caporal Blutch : minuscule et malingre, Blutch est l'exact opposé de Chesterfield. Dès le premier album, il apparaît comme un personnage relativement poltron, et dont le passe-temps favori consiste à insulter son sergent ou à faire mine de lui désobéir. Lui et Chesterfield sont alors âgés de 17 ans[1].
- Sergent Chesterfield : immense et énorme, le sergent s'avère être un bon soldat dans le sens où il n'hésite pas à faire face au danger, se révélant bien plus courageux que le reste de sa garnison. Il s'avère en revanche très crédule et naïf, ce que ne manque pas de signaler Blutch dès qu'il en a l'occasion. En outre, le sergent n'hésite pas à exagérer ses faits de soldat quand il s'agit d'impressionner la belle fille du commandant, avec un résultat plus ou moins mitigé.
- Tripps : Tripps est l'un des quatre membres de l'escouade de Chesterfield. Il a d'énormes dents-de-lapin, et, à l'instar du reste de l'unité, n'est pas particulièrement courageux, même s'il fait preuve d'une grande bravoure quand il est acculé. Volontiers ironique, il est un indéfectible ami de Blutch et de Chesterfield, que l'on retrouvera dans d'autres albums.
- Bryan : le dernier membre de l'escouade de Chesterfield. À l'image de Tripps, il est légèrement effacé par le duo Blutch/Chesterfield, et ne joue pas un rôle primordial dans cet album.
- Amélie Appeltown : la fameuse fille du commandant Appeltown est présente dès le premier tome. Elle est le désir de Chesterfield, mais cet amour est loin d'être réciproque. C'est une femme douce et sensible, contrastant avec son père, qui s'émeut à l'idée qu'on puisse tuer des Indiens, et qui est étroitement surveillée par son père. Comme les autres personnages cités jusqu'alors, elle jouera un rôle dans d'autres albums.
- Commandant Appeltown : le commandant est un homme âgé et autoritaire. Il dirige Fort Bow d'une main de fer, ainsi que sa fille, tout en évitant que les hommes de troupe ne la côtoient de près. Dès le premier album, il semble nouer avec Chesterfield une profonde antipathie, qui se confirmera dans les autres albums, les inévitables bêtises de Chesterfield ne provoquant qu'à chaque fois l'ire du général.
- Œil-de-Cyclope : le chef comanche n'aura de cesse dans cette aventure de traquer le chariot de munitions protégé par les Tuniques bleues. C'est un personnage habile et manipulateur, multipliant des alliances envers les Tuniques bleues ou les autres tribus indiennes dans le seul but de servir ses intérêts. Il est le stéréotype classique du chef politique : arriviste, opportuniste, et lâche, plus habile avec les mots qu'avec les armes.

## Source
1. ↑  Extrait d'article disponible sur le site des Tuniques bleues